# Mont Panié
Mont Panié (1628 m n. m.) je hora v pohoří Chaîne Centrale na ostrově Grande Terre v jihovýchodní Melanésii v Tichém oceánu. Leží na území Nové Kaledonie v Severní provincii. Jedná se o nejvyšší horu Nové Kaledonie. Druhou nejvyšší horou je nedaleký Mont Humboldt (1618 m n. m.).